# Osamu Mukai
Osamu Mukai (向井 理?, Mukai Osamu; Kanagawa, 7 febbraio 1982) è un attore giapponese, ha iniziato la carriera nel mondo dello spettacolo nel 2006..
Si è laureato all'Università Meiji, la stessa in cui hanno concluso gli studi anche Mao Inoue e Tomohisa Yamashita.

## Filmografia

### Televisione
| Anno | Titolo inglese                | Titolo giapponese                    | Ruolo assunto     |
| ---- | ----------------------------- | ------------------------------------ | ----------------- |
| 2006 | Byakuyakō                     | 白夜行                               | Star ospite       |
| 2006 | Regatta                       | レガッタ〜君といた永遠〜             | Star ospite       |
| 2006 | Nodame Cantabile              | のだめカンタービレ                   | Toru Kikuchi      |
| 2007 | Hyakki Yakosho                | 百鬼夜行抄                           | Star ospite       |
| 2007 | Bambino!                      | バンビ～ノ!                          | Masashi Senoo     |
| 2007 | Abarenbo Mama                 | 暴れん坊ママ                         | Yohei Yamaguchi   |
| 2007 | Nodame Cantabile SP           | のだめカンタービレ SP                | Toru Kikuchi      |
| 2008 | Hachimitsu to Clover          | ハチミツとクローバー                 | Takumi Mayama     |
| 2008 | Yonimo Kimyona Monogatari     | 世にも奇妙な物語 '08春の特別編       | Star ospite       |
| 2008 | Osen (serie televisiva)       | おせん                               | Tomekichi         |
| 2008 | Seigi no mikata               | 正義の味方                           | Naoki Yoshikawa   |
| 2008 | Kiri no Hi                    | 霧の火                               | Genichirou Noda   |
| 2008 | Scrap Teacher                 | スクラップ・ティーチャー〜教師再生〜 | Satoshi Matsuo    |
| 2009 | Mei-chan no Shitsuji          | メイちゃんの執事                     | Shinobu           |
| 2009 | Atashinchi no Danshi          | アタシんちの男子                     | Sho Okura         |
| 2009 | Futatsu no Spica              | ふたつのスピカ                       | Kiriu             |
| 2009 | Ninkyou Helper                | 任侠ヘルパー                         | Kazuki Nanami     |
| 2009 | Mama-san Volley de Tsukamaete | ママさんバレーでつかまえて           | Kotaro            |
| 2009 | Bocho Mania 09                | 傍聴マニア09                         | Kita Morio        |
| 2010 | Gegege no Nyobo               | ゲゲゲの女房                         | Murai Shigeru     |
| 2010 | Shinzanmono                   | 新参者                               | Kyose Koki        |
| 2010 | Hotaru no hikari 2            | ホタルノヒカリ2                      | Seno Kazuma       |
| 2011 | Gou - Himetachi no Sengoku    | 江〜姫たちの戦国〜                   | Tokugawa Hidetada |
| 2012 | Hungry!                       | ハングリー！                         | Yamate Eisuke     |

### Cinema
| Anno | Titolo inglese                                                                         | Titolo giapponese                  | Ruolo assunto         |
| ---- | -------------------------------------------------------------------------------------- | ---------------------------------- | --------------------- |
| 2007 | I'll Die For You                                                                       | 俺は、君のためにこそ死ににいく     |                       |
| 2008 | Gachi Boy                                                                              | ガチ☆ボーイ                        | Ledotaipun            |
| 2010 | Hanamizuki                                                                             | ハナミズキ                         | Junichi               |
| 2010 | BECK                                                                                   | BECK(ベック)                       | Yoshiyuki, Taira      |
| 2011 | Paradise Kiss (film)                                                                   | Paradise Kiss (パラダイス キス）   | Joji "George" Koizumi |
| 2012 | Bokutachi wa Sekai wo Kaeru Koto ga Dekinai. But, we wanna build a school in Cambodia. | 僕たちは世界を変えることができない | Tanaka Kota           |